# Lennoa madreporoides
Lennoa madreporoides är en strävbladig växtart som beskrevs av Juan José Martinez de Lexarza. Lennoa madreporoides ingår i släktet Lennoa och familjen strävbladiga växter. Inga underarter finns listade i Catalogue of Life.